# Serment d'Archimède

Sur le modèle du serment d'Hippocrate, le serment d'Archimède exprimant l'engagement éthique de l'ingénieur et du technicien a été créé à l'initiative de l'École polytechnique fédérale de Lausanne en 1990.
L’idée du serment est d’exprimer un engagement éthique par une signature. Le texte se base sur les concepts de responsabilité de l’ingénieur, de conservation des bases fondamentales de la vie, et du devoir de vérité. Il a pour but de stimuler une réflexion personnelle sur les responsabilités futures des diplômés dans la vie professionnelle et d’encourager un engagement précis dans le domaine éthique. Pour chaque diplômant, le « Serment d’Archimède » est un contrat que l’on peut signer avec soi-même et avec la profession.
Le serment a été repris sous diverses versions par d'autres écoles d'ingénieurs européennes[Lesquelles ?].

## Texte de l'EPFL
| « Considérant la vie d'Archimède de Syracuse qui illustra dès l'Antiquité le potentiel ambivalent de la technique, considérant la responsabilité croissante des ingénieurs et des scientifiques à l'égard des hommes et de la nature, considérant l'importance des problèmes éthiques que soulèvent la technique et ses applications, aujourd'hui, je prends les engagements suivants et m'efforcerai de tendre vers l'idéal qu'ils représentent : - Je pratiquerai ma profession pour le bien des personnes, dans le respect des Droits de l'Homme* et de l'environnement. - Je reconnaîtrai, m’étant informé au mieux, la responsabilité de mes actes et ne m'en déchargerai en aucun cas sur autrui. - Je m'appliquerai à parfaire mes compétences professionnelles. - Dans le choix et la réalisation de mes projets, je resterai attentif à leur contexte et à leurs conséquences, notamment des points de vue technique, économique, social, écologique… Je porterai une attention particulière aux projets pouvant avoir des fins militaires. - Je contribuerai, dans la mesure de mes moyens, à promouvoir des rapports équitables entre les hommes et à soutenir le développement des pays économiquement faibles. - Je transmettrai, avec rigueur et honnêteté, à des interlocuteurs choisis avec discernement, toute information importante, si elle représente un acquis pour la société ou si sa rétention constitue un danger pour autrui. Dans ce dernier cas, je veillerai à ce que l'information débouche sur des dispositions concrètes. - Je ne me laisserai pas dominer par la défense de mes intérêts ou ceux de ma profession. - Je m'efforcerai, dans la mesure de mes moyens, d'amener mon entreprise à prendre en compte les préoccupations du présent Serment. - Je pratiquerai ma profession en toute honnêteté intellectuelle, avec conscience et dignité. Je le promets solennellement, librement et sur mon honneur. » * Selon la déclaration universelle de l'ONU (10 décembre 1948) |

## Autre version
Et, une autre version du serment d'Archimède :[réf. nécessaire]
| « Je promets de tenir intégralement, selon mes capacités et mon jugement, les engagements suivants : - J'utiliserai mes connaissances au profit des hommes. - Je ne mettrai pas mes capacités à disposition de personnes ne respectant pas les droits de l'homme. - Je ne permettrai pas que des considérations de religion, de nationalité, de race, de sexe, de niveau social ou de politique portent préjudice à des personnes concernées par mes actions. - Je prendrai toute la responsabilité de mes actes et ne m'en déchargerai en aucune manière sur autrui. - Je pratiquerai ma profession dans le respect de l'environnement. - Je n'utiliserai pas mes connaissances à des fins destructrices. - Je pratiquerai ma profession en toute honnêteté intellectuelle, avec conscience et dignité. Je fais ces promesses solennellement, librement et sur mon honneur. » |

## Au Burkina Faso
Au Burkina Faso, les ingénieurs civils doivent prêter serment devant le Tribunal de Grande Instance de leur siège avant d'exercer, selon l’article 07 de la Loi N°020-2012/AN portant Création de l’Ordre des Ingénieurs en Génie Civil.

## Sources
- « Serment »(Archive.org • Wikiwix • Archive.is • Google • Que faire ?) sur le site de l'École nationale supérieure d'électronique, informatique et radiocommunications de Bordeaux.
- Serment et charte éthique de l'École polytechnique fédérale de Lausanne
- Charte éthique  de l'Institut polytechnique de Grenoble (nécessite une authentification)